# Aspitates tangens
Aspitates tangens är en fjärilsart som beskrevs av Warnecke 1937. Aspitates tangens ingår i släktet Aspitates och familjen mätare. Inga underarter finns listade i Catalogue of Life.